# Puig de Sant Salvador
Puig de Sant Salvador är ett berg i Spanien.   Det ligger i regionen Balearerna, i den östra delen av landet, 600 km öster om huvudstaden Madrid. Toppen på Puig de Sant Salvador ligger 510 meter över havet på ön Mallorca.
Terrängen runt Puig de Sant Salvador är platt åt nordväst, men åt sydost är den kuperad. Puig de Sant Salvador är den högsta punkten i trakten. Närmaste större samhälle är Felanitx, 3,5 km väster om Puig de Sant Salvador. Trakten runt Puig de Sant Salvador består till största delen av jordbruksmark.